# Лінда Гребер
Лінда Гребер (нар. 1907-1985) — сучасний американський географ і екофілософ.

## Науковий доробок
Широко відома на Заході завдяки книзі «Дика природа як священний простір» англ. Wilderness as Sacred Space, випущеній в 1976 р. Асоціацією американських географів в Вашингтоні (в 1999 р. її працю видано російською мовою Київським еколого-культурним центром). У ній Гребер спирається на праці найвизначніших екофілософів — Олдо Леопольда, Генрі Торо, Джона М'юра, а також релігійних дослідників Мірчі Еліаде і Рудольфа Отто. Важливим внеском Гребер у розвиток етики дикої природи є вивчення проблеми її святості (священність).
«У межах етики дикої природи існує багато різних видів реагування людини на природу. Сентименталізм і романтизм, містицизм і науковий підхід, спорт і релігійне відчуття і багато інших несумісних способів». Гребер говорить про те, що для більш повного усвідомлення дикої природи необхідне розуміння святої сили, властивої в ній. «Як тільки істинний прихильник дикої природи відчує в своєму ідеальному пейзажі божественне, він починає намагатися прояснити отримане ним духовне послання. Він може не пошкодувати зусиль, захищаючи свій ідеальний пейзаж від шкоди, і при вивченні його, з метою більш глибокого оцінювання, він намагатиметься передати його загадковість в мистецтві чи просто розповісти про своє захоплення родині та близьким». У момент зустрічі з таким пейзажем людина переживає певні почуття, які багато в чому змінюють сприйняття даного місця. Воно стає для нього святим. Лінда Гребер спробувала вивчити і описати, як людська особистість реагує на контакти зі святою силою природи, і як свята сила відкривається в людському контексті.
Спираючись на класичну роботу Рудольфа Отто «Ідея святого», присвячену феноменології релігії, Лінда Гребер описує, що «божественність», тобто свята сила, впливає на людину двома способами: відчуттям «створення» і усвідомленням «mysterium tremendum» (величезної загадки). Відчуття «створення» має на увазі, що в присутності святої влади людина відчуває себе істотою, створеною з пороху: тендітною, скороминущою і майже безформною у порівнянні з абсолютною міццю. «Mysterium tremendum» складається з багатьох відтінків почуття загадковості. «Tremendum» створений з трьох елементів: «Богобоязнь» — страх перед богом, почуття можливого покарання; «Majestas» — всюдисутність, всеосяжність і царствена влада; «Настійливість» є третім елементом «tremendum», адже «божественне» повно енергії і динамізму. «Mysterium» складається з двох елементів: Абсолютно Іншого й захоплення. Абсолютно Інше і приваблює і відлякує, але яким би не був настрій, розум, що знаходиться в «лещатах» божественного сприйняття, бажає, щоб цей контакт тривав якомога довше. Необхідно зауважити, що відчуття природної святої сили виникає у людини не свідомо, без примусового впливу на її психіку, і притягує її аналогічно. Місце, на якому людина одного разу відчула прояв святого («ієрофанія»), буде сприйматися нею як святе усе життя.
М. Еліаде ввів термін ієрофанія, що означає «щось святе, що виявляється або що показує себе нам». «Ієрофанія» має місце, коли щось з порядку Абсолютно Іншого проявляється в об'єктах, які є інтегральною частиною нашого природного світського світу. У даному конкретному випадку мова йде про прояв святого в природі. Священні камені і дерева шануються не заради самих себе, а шануються як «ієрофанії». Об'єкт, що виявляє святе (або божественне), стає «чимось іще», і все ж він залишається самим собою, бо він продовжує брати участь у навколишньому його космічному середовищі. Страх перед святою силою об'єкту додає елемент абсолютної неприступності.
Лінда Гребер розкриває також поняття «геонабожність» — поклоніння, спрямоване у бік самої землі. «Земля вважається однією обширною ієрофанією, але так як цілу планету нашою слабкою уявою ми не можемо осягнути, то тому ми й фокусуємо нашу увагу на обраних місцях». «Аксіомою етики дикої природи є те, що дика природа — це прояв „Цілком Іншого“, відмінного від людини, і яке у зв'язку з цим необхідно цінувати», — вважає Гребер.
Уважно вивчаючи поведінку «істинних прихильників дикої природи», вона робить безліч висновків. По-перше, «надзвичайна схожість переконань серед справжніх прихильників дикої природи, їх членство в організаціях, чиє завдання — збереження природи, їх почуття тотожності, і їх ступінь емоційної прихильності говорять про виникнення чогось на кшталт святої спільності.» По-друге, як в будь спільноті, в даній також існує певна ієрархія, або піраміда. Біля витоків піраміди стоять шанувальники природи, що прагнуть до її святих місць у цілях відчути «ієрофанію» або як до місця жертовного шанування. Чим вище уздовж піраміди — тим вище свідомість «прихильника природи». «Якщо ми віримо в те, що дика природа — це прояв святий влади та зона, надихаюча до сприйняття божественного, ми знаходимо фіксовану опору або центр, що виділяється з хаотичної відносності життя. Для дійсного любителя природи дика природа — це прояв Абсолютного.» Він просто вірить в її святість. По-третє, «спільнота справжніх любителів природи є засобом, спрямованим на захист дикої природи і сприяє поширенню цінностей дикої природи».
Гребер говорить про те, що якщо дика природа вважається проявом святої сили, творінням рук божих, то будь-які зміни, здійснені людиною, позбавляють її досконалості, морального змісту, який дає інформацію щодо самого Бога.
Дослідження Лінди Гребер лише доводять, що надання дикій природі статусу «священність» може врятувати її від остаточної загибелі.
У своїй невеликій за обсягом книзі Лінда Гребер висвітила чотири найважливіших моменти у філософії дикої природи. По-перше, вона розкрила поняття «священність» дикої природи, по-друге, заявила про необхідність створення нової екологічної етики — етики дикої природи, по-третє, розглянула нову релігійну спільноту — спільноту справжніх прихильників дикої природи, і по-четверте, розширила поняття Абсолютно Іншого до ділянок дикої природи. За Гребер, саме тому, що дика природа є Абсолютно Іншим, відмінним від нас, ми повинні цінувати, поважати, любити і захищати дику природу.
Разом з Долорес ЛаШапель і Едвіном Бернбаумом Лінда Гребер є великим авторитетом на Заході в галузі священності дикої природи.

## Публікації
- Грэбер Линда. Дикая природа как священное пространство. — К.: Киев. эколого-культурный центр, 1999. — 56 с.
- Graber Linda. Wilderness as sacred space. — Washington, D.C.: Association of Amer. Geographers, 1976. — 124 p.

## Про неї
- Борейко В. Е. Эссе о дикой природе. — К.: Киев. эколого-культурный центр, 2000. — 148 с.
- Борейко В. Е. Философы дикой природы и природоохраны. — К.: Киев. эколого-культурный центр, 2002.
- Eliade M. The sacred and the profane: the nature of religion. — New York: Harpet Jorch Book, 1961. — 220 p.
- Otto R. The idea of the holy. — Oxford and New York: Oxford Univ. Press, 1950. — 215 p.

## Ресурси Інтернету
- Борейко В. Е. Философы дикой природы и природоохраны. [Архівовано 27 березня 2014 у Wayback Machine.]